# Dobravica (gmina Radovljica)
Dobravica – wieś w Słowenii, w gminie Radovljica. W 2018 roku liczyła 35 mieszkańców.